# Passo d’Eira
Der Passo d’Eira ist ein 2210 m s.l.m. hoher Straßenpass in der italienischen Provinz Sondrio, welcher den Passo di Foscagno mit Livigno verbindet. Das Gebiet gehört zur Gebirgsgruppe Livigno-Alpen und zur Region Lombardei.
Der Ort Trepalle, ein Ortsteil Livignos, der vom Hauptort über diesen Pass erreichbar ist, ist nach eigenen Angaben der höchste dauerhaft bewohnte Ort Europas. Dieser Titel wird jedoch auch vom schweizerischen Juf beansprucht.

## Nachweise
1. 1 2  Ernst Höhne: Knaurs Lexikon für Bergfreunde / Die Alpen zwischen Allgäu und Gardasee. Droemer Knaur, München 1986, ISBN 3-426-26224-X, S. 97.
2. 1 2  Lage und Höhe gemäß «geo admin.ch»